# Gunung Manaon II
Gunung Manaon II is een bestuurslaag in het regentschap Padang Lawas Utara van de provincie Noord-Sumatra, Indonesië. Gunung Manaon II telt 384 inwoners (volkstelling 2010).